# Fergusonina eucalypti
Fergusonina eucalypti is een vliegensoort uit de familie van de Fergusoninidae. De wetenschappelijke naam van de soort werd voor het eerst geldig gepubliceerd in 1932 door Malloch.